# 竜谷村
竜谷村（りゅうがいむら）は、かつて愛知県額田郡にあった村である。
現在の岡崎市の一部であり、昭和の大合併時の岡崎市南東部に該当する。
乙川の支流である竜泉寺川沿いの山間の村であり、村名は前身となった竜泉寺村と桑谷（くわがい）村から一文字ずつとった、合成地名である。
龍谷村と記している文献もあるが、ここでは竜谷村として記述する。

## 沿革
- 江戸時代末期、この地域は天領、西大平藩領、寺社領、旗本（大久保氏）領などであった。
- 1878年（明治11年） - 竜泉寺村と尾尻村が合併し、竜泉寺村となる。
- 1889年（明治22年）10月1日 - 竜泉寺村と桑谷村が合併し、竜谷村となる。
- 1955年（昭和30年）2月1日 - 岡崎市に編入される。

## 学校
- 額田郡山中村外三カ村学校組合立東海中学校（現・岡崎市立東海中学校）
- 竜谷村立竜谷小学校（現・岡崎市立竜谷小学校）

## 神社・仏閣
- 広忠寺
1562年（永禄5年）に徳川家康が父・松平広忠の菩提を弔うために創建。家康と同年同日に生まれた異母弟、恵最が住職であった。
- 長福寺
大久保忠教（大久保彦左衛門）の墓所がある。
- 松尾神社